# 婦人補導院

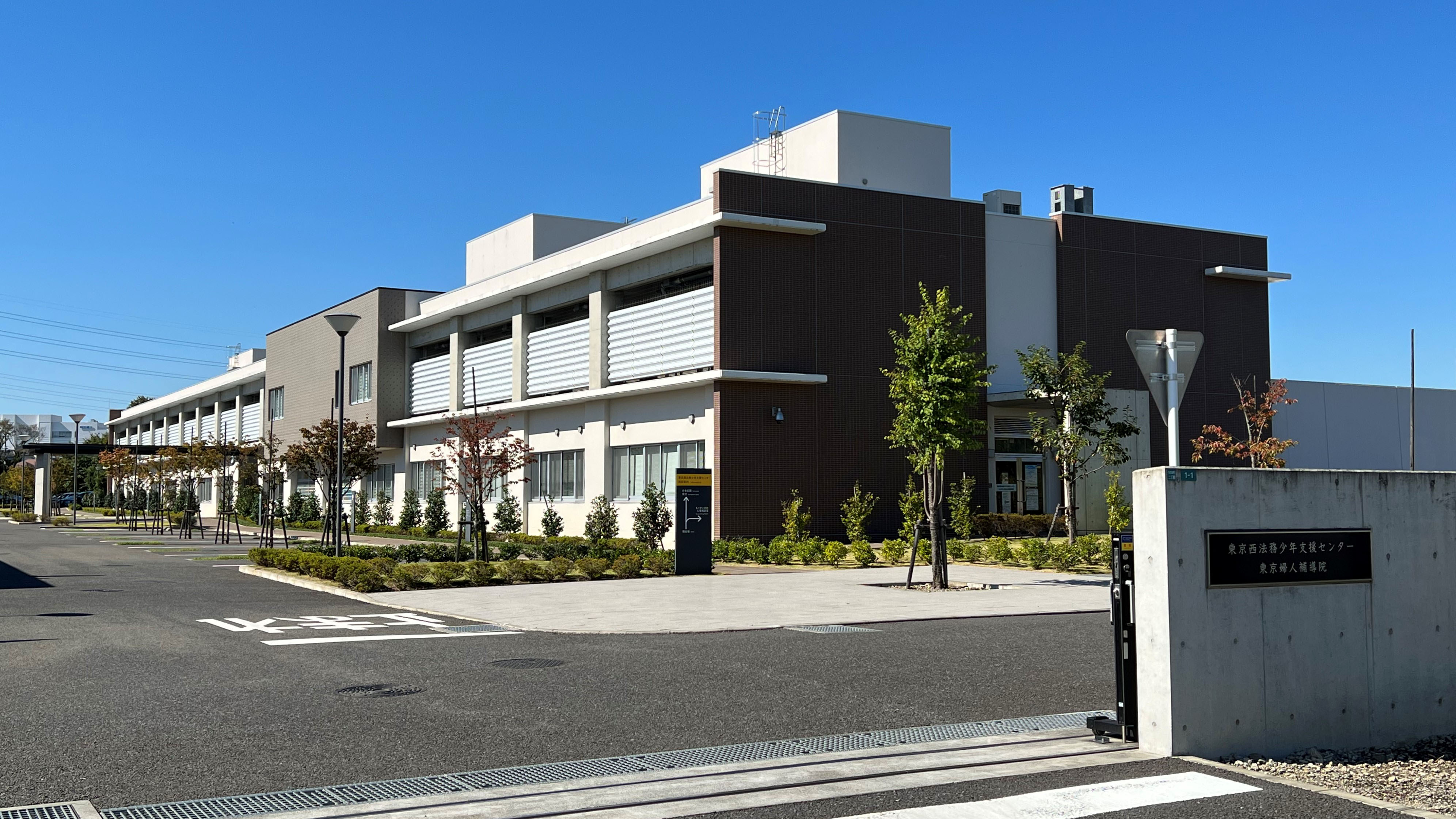
2019年から2024年廃止時まで国際法務総合センター内に置かれていた東京婦人補導院。施設は併設であった東京西法務少年支援センター（少年鑑別所）として継続使用している。

婦人補導院（ふじんほどういん）とは、売春防止法第17条に基づく補導処分がなされた満20歳以上の女子を収容し、これを更生させるために補導を行う施設であり、法務省の設置する矯正施設の一つであった。根拠法は婦人補導院法。1985年以降は唯一東京都昭島市に東京婦人補導院が設置されていた。
2022年5月25日に公布された困難女性支援法（令和4年法律第52号）附則第4条の規定により、売春防止法が改正され補導処分が廃止され、附則第10条の規定により婦人補導院法が廃止されることになり、附則第10条の規定が施行された2024年4月1日から婦人補導院は廃止となった。

## 補導
婦人補導院では明るく開放的な環境の下、まず売春に対する価値観と態度の変容を目標として指導や面接を行うほか、さらに裁縫、炊事、園芸等の作業を通じ生活技術の習得や勤労意欲の喚起を図り、生け花などによる情操面での指導を行っている。医療では、特に性病の治療に重点を置いている。また、退院後の環境に恵まれない入院者が多いので、関係機関との連携を取っている。
婦人補導院法第2条（補導）
婦人補導院で行う補導は、規律ある生活のもとで、在院者を社会生活に適応させるために必要な生活指導及び職業の補導を行い、並びにその更生の妨げとなる心身の障害に対する医療を行うものとする。
第2項 在院者に対する生活指導は、相談、助言その他の方法により、婦人の自由と尊厳とを自覚させ、家事その他の基礎的教養を授け、その情操を豊かにさせるとともに、在院者が勤労の精神を身につけ、その他自主自立の精神を体得するように、これを指導するものとする。
第3項 補導は、在院者の個性、心身の状況、家庭その他の環境等を考慮して、その者に最もふさわしい方法で行わなければならない。

## 現況
新規収容者は、1960年（昭和35年）に最大の408名に上ったが、1982年（昭和57年）からは1桁にとどまっている。平成に入ってからは、1989年（平成元年）に4名、1990年（平成2年）3名、1991年（平成3年）2名、1995年（平成7年）1名、2005年（平成17年）1名、2011年（平成23年）1名、2012年（平成24年）1名、2014年（平成26年）1名及び2017年（平成29年）1名となっており、以後統計のある2020年（令和2年）まで収容者はいない。。収容人員は減少しており、東京婦人補導院職員の2022年度（令和4年度）予算定員は2名（院長及び課長）。同婦人補導院の職員は全員東京西少年鑑別所に併任されており、事実上専属の職員は存在していない。

## 歴史
- 1958年（昭和33年） - 婦人補導院法施行により、東京、大阪、福岡に婦人補導院設置。
- 1971年（昭和46年） - 大阪婦人補導院の収容業務停止。
- 1975年（昭和50年） - 福岡婦人補導院の収容業務停止。
- 1985年（昭和60年） - 大阪および福岡婦人補導院の廃止。
- 2024年（令和6年） - 東京婦人補導院の廃止。婦人補導院法の廃止による婦人補導院制度自体の廃止。

## 東京婦人補導院
1985年から2024年まで、唯一設置されていた婦人補導院である。
所在地
東京都昭島市もくせいの杜2-1-1 （国際法務総合センター内）

### 沿革

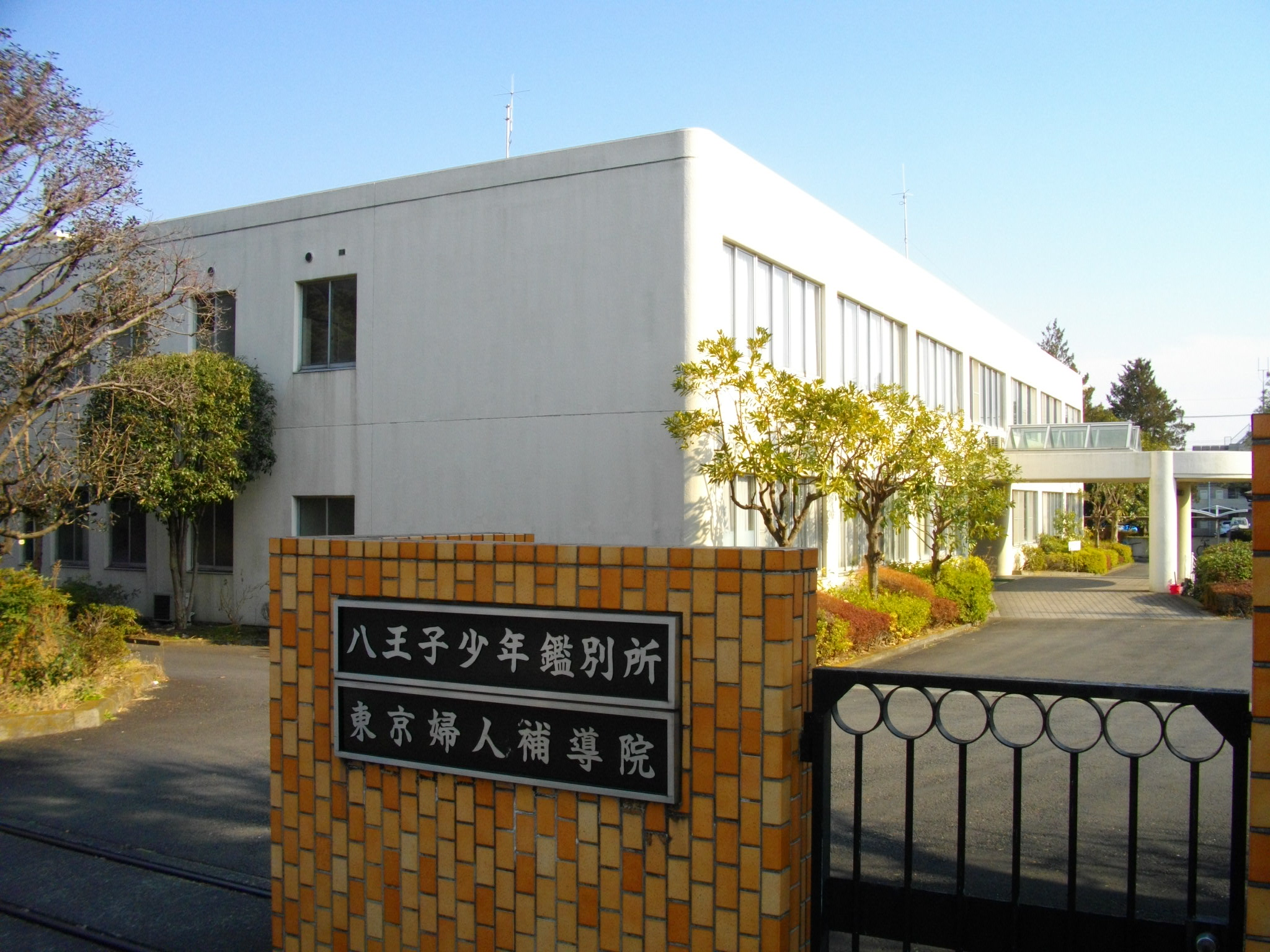
2019年まで使われた八王子の施設

- 1958年（昭和33年）5月 - 栃木刑務所内の栃木婦人寮へ収容開始
- 1960年（昭和35年）2月 - 八王子市（中野町2726-1）に移転
- 1982年（昭和57年）3月 - 東京少年鑑別所八王子分室（のち八王子少年鑑別支所→八王子少年鑑別所）を併設
- 1987年（昭和62年）2月 - 新庁舎落成
- 2019年（平成31年）4月 - 昭島市の国際法務総合センターに移転
- 2024年 (令和6年) 4月 - 廃止